# 莫梅尔
莫梅尔（法語：Momères，法語發音：[mɔmɛʁ]）是法国上比利牛斯省的一个市镇，位于该省中部偏西，属于塔布区。

## 地理
莫梅尔（43°10'40"N, 0°5'25"E）面积2.34 平方千米，位于法国奧克西塔尼大區上比利牛斯省，该省份为法国西南部内陆省份，北至热尔省，西接大西洋比利牛斯省，南与西班牙接壤，东临上加龙省。
与莫梅尔接壤的市镇（或旧市镇、城区）包括：奥多斯、贝尔纳克代巴、奥尔格、圣马丹、萨勒阿杜尔。

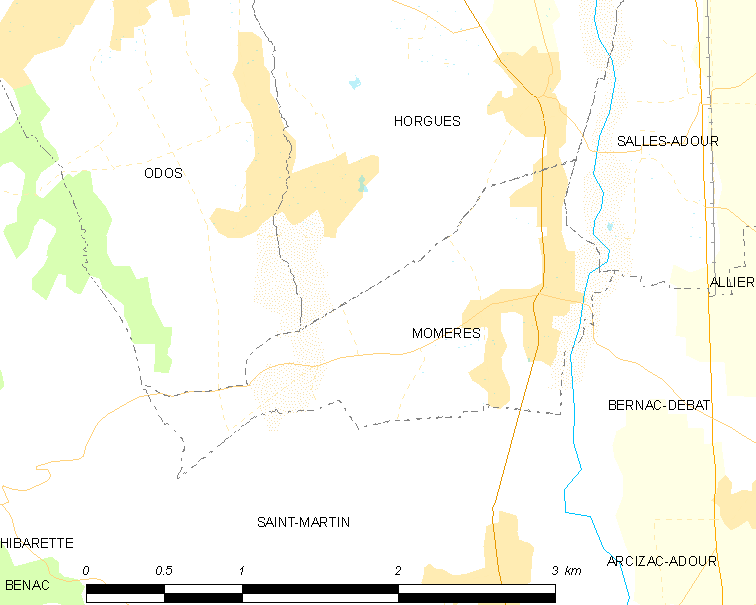
莫梅尔的OSM定位图

莫梅尔的时区为UTC+01:00、UTC+02:00（夏令时）。

## 行政
莫梅尔的邮政编码为65360，INSEE市镇编码为65313。

## 政治
莫梅尔所属的省级选区为中阿杜尔县。

## 人口

1962-2008年间莫梅尔人口变化图示

莫梅尔于2022年1月1日时的人口数量为731人。